# سینما انقلاب (هرسین)
سینما انقلاب یک سینما در شهر هرسین در استان کرمانشاه است. این سینما در بلوار سپاه پاسداران، خیابان معلم جنوبی این شهر قرار دارد.
سینما انقلاب هرسین ۱۲۰۰ متر مربع زیربنا دارد و دارای یک سالن نمایش فیلم به ظرفیت ۸۰۰ صندلی است. این سینما از سال ۱۳۹۵ تعطیل شده‌است. در دی ماه ۱۳۹۹ اعلام شد که این سینما در حال تعمیر بوده و کار تعمیر و بازسازی آن ۶۰ درصد پیشرفت داشته‌است.